# Annie Desvignes
Pour les articles homonymes, voir Desvignes.
Annie Desvignes, née Lequy le 4 mai 1937 à Sars-Poteries (Nord), est une femme chef cuisinier française, doublement étoilée par le guide Michelin dans les années 1950 et 1960 ce qui fait d'elle une des premières femmes chefs à avoir été étoilée,,.
En 2021, âgée de 84 ans, elle tient toujours son hôtel restaurant la Tour du Roy,, à Vervins (Aisne).
Elle est également la fondatrice en 1975 de l'association des restauratrices cuisinières, une des premières organisations professionnelles exclusivement féminines dans le monde de la cuisine afin d'améliorer les conditions d'accès aux femmes aux formations hôtelières. Elle s'est battue pour accéder à l'association des Maîtres cuisiniers de France, dont le règlement interdisait jusqu'en 1997 l'accès aux femmes,.

## Biographie
Annie Lequy naît le 4 mai 1937, dans une ferme à Sars-Poteries (Nord). Ses parents deviennent les gérants du restaurant l'Auberge fleurie et Annie Lequy est élevée en partie par ses grands-parents. Elle cuisine dès l'enfance avec sa grand-mère, puis part faire des stages de cuisine à l'adolescence chez Raymond Oliver d'abord et chez Gaston Lenôtre. Elle travaille ensuite avec sa mère Paula Lequy au restaurant familial l'Auberge Fleurie à Sars-Poteries (Nord) où les deux femmes décrochent une puis deux étoiles au Michelin, de 1952 à 1968. Cependant, la place de chef du restaurant est vouée à être transmise à son frère Alain Lequy.
De 1968 à 1971, Annie remonte avec son mari Claude Desvignes l’Auberge de l’Abbaye au Bec-Hellouin en Normandie.
En 1971, Annie Desvignes reprend avec Claude Desvignes La Tour du Roy à Vervins, hôtel et restaurant qui ouvre à Pâques en 1972, obtient une étoile au bout de six mois et la conserve pendant trente-cinq ans,.
En 1973, elle donne naissance à son fils Fabrice Desvignes. Celui-ci devient lui aussi chef cuisinier. Lauréat du Bocuse d'or en 2007, il est Meilleur ouvrier de France 2015 et est depuis mars 2021 chef des cuisines du palais de l'Élysée à Paris.
En 1975, lors de l'année internationale des femmes, elle a l'idée de créer une association pour améliorer la reconnaissance des femmes dans les métiers de la cuisine et fonde l'association des Restauratrices Cuisinières (ARC) avec Odette Kahn et avec le parrainage du critique gastronomique du Monde Robert J. Courtine,,. L'association compte plus d'une centaine de femmes du secteur de la cuisine en 1977, surnommées les « Dames d'ARC ». Son succès médiatique et un article paru en 1977 dans Paris Match montrant plusieurs femmes chefs coiffées d'une toque, fait réagir Paul Bocuse qui déclare sur un plateau télévisé que « Les femmes sont certainement de bonnes cuisinières pour une cuisine dite de tradition, […] nullement inventive, […] mais ce ne sont pas de bonnes cheftaines ». Il écrit ensuite une lettre datée du 22 février 1977 à plusieurs femmes chefs, dont Annie Desvignes, insistant « Mesdames les cheftaines [...] Je tiens à redire ici ma conviction que les femmes sont certainement de bonnes cuisinières pour une cuisine dite " de tradition " [...]. Cuisine nullement inventive à mon avis, ce que je déplore...»,.